# CD은하

cD은하(영어: type-cD galaxy, cD-type galaxy, cD galaxy)는 D형 거대타원은하의 하위 유형으로, 거대한 별 헤일로를 가지는 은하의 한 형태분류이다. 이들은 몇몇 부유 은하단의 중심 근처에서 발견된다. 초거대 타원 은하(supergiant elliptical) 나 중심 지배 은하(central dominant) 로 알려져 있기 도 하다.

## cD은하
cD형은 D형과 같이 현재도 쓰이는 여키스 은하 분류의 두 분류 중 하나이다. "cD"에서 "c"는 은하가 매우 크다는 사실, 즉 초거대(supergiant)를 의미하고, "D"는 은하가 확산되어 보인다는 사실을 의미한다. "cD"의 역성어로 자주 중심지배은하(central Dominant)를 의미하는데 쓰인다. cD은하는 흔히 가장 거대한 은하로 간주되고 있기도 하다.
cD은하는 렌즈상은하(S0)나 타원은하(E#)와 유사해 보이지만, 일부는 반지름이 백만 광년을 넘는 외포층을 가지고 있는 만큼 몇배나 크다. 이들은 낮은표면밝기의 거대한 외포층을 가지는 타원처럼 보인다. 현재 cD은하는 은하병합의 결과로 여겨지고 있다. 일부 cD은하는 다중 은하핵을 가지고 있다. cD은하는 은하단의 가장 밝은 은하단 은하(BCG)로 자주 발견된다. 많은 화석 은하군 은하는 cD BCG 은하와 유사하다. 이는 일부에게 화석 은하군의 형성 결과가 cD은하이고, 이후 새로운 은하단이 화석 은하군 근처에 응집한다는 가설화로 이어진다. 그러나, cD은하 그 자체는 화석 은하군과는 달리 낱은하로 발견되지 않는다. cD은하의 약 20%는 BCG이다.

## 성장
cD은하는 은하단의 중심으로 나선을 그리며 떨어지는 은하와의 병합을 통해 성장하는 것으로 여겨지고 있다. 이는 1965년 허버트 J. 루드에 의해 최초로 발표된 이론이다. 이 "포식"(cannibalistic) 성장 방식의 결과로 압도적인 직경과 반지름의 cD은하가 된다. 은하단에서 두번째로 가장 밝은 은하는 보통 cD은하에게 "먹히고" 있는 결과이기 때문에 덜 밝다. "먹힌" 은하의 잔해는 때때로 가스와 먼지로 구성된 확산 헤일로로 보인다. 이 헤일로의 크기는 최대 직경 300만 광년이다. cD은하는 은하단의 12.5 비리얼 반지름 내의 총 중입자 질량에 근거해서 은하단의 질량의 1~7%를 차지하는 것으로 추정된다.

### 동역학적 마찰
동역학적 마찰은 은하단의 중심에서의 cD은하의 형성에 관한 중요한 규칙의 역할을 하는 것으로 여겨지고 있다. 이 과정은 은하단에서 큰 은하의 운동으로 인해 발생하는 뒤쪽의 흔적(배가 지나가듯이)이 작은 은하와 암흑물질을 끌어당기면서 시작된다. 이로 인한 고밀도 영역은 큰 은하의 뒤를 따라가면서 은하의 속도를 느리게 만드는 일정한 중력을 가하게 된다. 운동에너지를 상실하게 되면서, 큰 은하는 서서히 은하단의 중심방향으로 나선을 그리며 떨어진다. 그렇게 되고나면, 큰 은하의 별, 가스, 먼지, 암흑물질과 큰 은하를 뒤따르는 은하들은 앞서 움직이는 은하와 함께 동일한 운명을 맞이하게 된다. 거대 또는 초거대확산 또는 타원은하는 이 응집의 결과일 것이다. 병합되거나 병합 중인 은하의 중심은 cD 은하의 다중 은하핵으로서, 긴 시간동안 쉽게 알 수 있는 흔적이 남는다.

## cD은하단
cD은하는 은하단을 정의하는데 이용되기도 한다. 중심에 cD은하를 포함하는 은하단을 cD은하단이라 일컫는다.

## cD은하의 예
- 페르세우스자리 A[27]
- NGC 6166[28]
- IC 1101, 직경(약 55만여 광년)이 과거에 가장 큰 것으로 알려졌던 은하[29][30][31]
- ESO 383-G 076 약 176만 4000광년으로, 현재 가장 큰 은하
- 메시에 87 - 처녀자리 은하단의 중심 은하
- NGC 1399 - 화로자리 은하단에 있다.
- NGC 4889 - 머리털자리의 E4형 타원 은하로 초거대 은하 콜드웰 35로 알려져 있기도 하다. 콜드웰 천체 중에서 가장 밝다.
- QSO 0957 - 처음으로 발견된 중력 렌즈 천체

## 같이 보기
- 거대타원은하 (gE)
- 타원은하 (E#)
- 렌즈상은하
- D형 은하

## 더 읽어보기
- PDF - Morgan, W. W. (1958). “항성종족에 따른 은하의 형태의 예비분류”. PASP 70. 여키스 천문대. Bibcode:1959PASP...71..394M. doi:10.1086/127415.
- Seigar, Marc S.; Alister W. Graham; Helmut Jerjen (2007년 7월). “은하단내부 빛과 cD은하의 거대한 별 외포층: 분석적 설명”. 《MNRAS》. arXiv:astro-ph/0612229. Bibcode:2007MNRAS.378.1575S. doi:10.1111/j.1365-2966.2007.11899.x.